# МДП-конденсатор
МДП-конденсатор (МДП-диод, [двухэлектродная] МДП-структура; англ. MIS capacitor) — структура «металл (М) - диэлектрик (Д) - полупроводник (П)», одна из важнейших в полупроводниковой электронике (является секцией полевого транзистора с изолированным затвором MISFET). В качестве полупроводника чаще всего используется кремний (Si), в роли диэлектрика выступает диоксид кремния (SiO2; в таком случае «МДП» заменяют на «МОП», О = оксид), а к популярным металлам относятся золото (Au) и алюминий (Al). Вместо металла нередко применяется сильно легированный поликристаллический кремний (poly-Si), при этом аббревиатура не меняется.

Зарядовое состояние, отвечающее транзисторному режиму

В зависимости от внешнего напряжения, приложенного между металлом и полупроводниковой подложкой, МДП-конденсатор за счёт эффекта поля находится в одном из трёх зарядовых состояний —
- обогащения,
- обеднения,
- инверсии.

Для полевых транзисторов наиболее значим последний режим. Инверсный, обеднённый, обогащённый «слои» не являются встроенными (и существуют только пока держится соответствующее напряжение).

Состояния обеднения (сверху) и инверсии, - заряд области, - заряд области инверсии

Зарядовое состояние диктуется сравнением типов проводимости в толще полупроводника и у границы с диэлектриком. Если к полупроводнику p-типа приложено большое положительное напряжение относительно металла, то у границы с окислом концентрация основных носителей (дырок) станет выше, чем в толще, — это обогащение (не показано на рис.). Если приложено небольшое отрицательное напряжение, то концентрация дырок у границы будет меньше, чем в толще, и они не смогут компенсировать отрицательный заряд ионов примеси — имеем обеднение (см. рис.). Наконец, когда на полупроводник подано большое отрицательное напряжение (или на металл большое положительное, см. рис.), наличествуют не только область заряженных ионов, но и слой заряда электронов, являющихся неосновными носителями, — это инверсия.
Обычно подразумевается, что МДП-конденсатор не проводит ток. Но в случае сверхтонкого диэлектрика перенос заряда возможен, причём не вследствие повреждения или паразитных утечек, а за счёт туннелирования.
Назначение МДП-конденсаторов:
- непосредственное применение в микросхемах в функции ёмкости (максимальная ёмкость составляет примерно {\displaystyle \varepsilon _{0}\varepsilon A/d}, где {\displaystyle \varepsilon _{0}\varepsilon } - абсолютная диэлектрическая проницаемость, {\displaystyle A} - площадь, {\displaystyle d} - толщина диэлектрика);
- использование как тестовой системы (проще, чем MISFET) при работе с новыми материалами: оптимизации их технологии, испытаниях стойкости, измерении утечек, оценке поверхностной плотности дефектов и т.п.;
- использование в учебных целях для представления зарядовых состояний (выше) и ряда квантовых эффектов (туннелирование, поверхностное квантование);
- использование в качестве фотодетектора или солнечного элемента;
- [при наличии переноса заряда через диэлектрик] задействование как высокочастотных МДП-диодов (точнее, туннельных МДП-диодов).

Чаще всего МДП-конденсаторы не изготавливаются как самостоятельные приборы, а появляются как составная часть MISFET'ов (их сечение затвор-подложка). А МДП-структуры с туннельным переносом заряда появляются как составная часть ряда твердотельных элементов памяти, таких как EEPROM.
С учётом потребности полупроводниковой промышленности, наибольший интерес сейчас представляет диапазон толщин диэлектрика {\displaystyle d} от единиц до десятков нанометров. Постепенно SiO2 вытесняется так называемыми high-k-диэлектриками с большей, чем у SiO2, диэлектрической проницаемостью.